# Paul Hester
Paul Newell Hester, född 8 januari 1959 i Melbourne, död 26 mars 2005, var en australisk musiker. Han var trummis i gruppen Crowded House 1984–1994. 
Hester blev uppmärksammad för sin humor under konserter. Han hade haft psykiska problem och genomgick en separation innan han 2005 begick självmord. Hans död var den primära anledningen till Crowded Houses återförening året efter. Han sörjdes av många Crowded House-fans över hela världen.